# الکس رولدان
الکس رودان (انگلیسی: Alex Roldan؛ زادهٔ ۲۸ ژوئیهٔ ۱۹۹۶) بازیکن فوتبال اهل ایالات متحده آمریکا است.
از باشگاه‌هایی که در آن بازی کرده‌است می‌توان به باشگاه فوتبال سیاتل ساندرز اشاره کرد.
وی همچنین در تیم ملی فوتبال السالوادور بازی کرده‌است.